# 揚一世 (拉蒂博日)
揚一世（捷克語：Jan I. Ratibořský，約1322年—約1381年），拉蒂博日公爵，米庫拉斯二世的長子。

## 家庭
1361年，揚一世與薩根公爵亨里克五世的女兒安娜結婚，兩人共有兩個兒子：
1. 揚二世（約1365年—1424年）
2. 米庫拉斯（英语：Nicholas IV, Duke of Ratibor-Bruntál）（約1370年—約1406年）